# Oldřich z Drnholce
Oldřich z Drnholce (německy Ulrich von Dürrenholz, † léto 1273) byl hejtman Korutan, Kraňska, vindické marky a Friaulska a zeť Přemysla Otakara II. Štýrský kronikář Otakar jej ve své kronice nazývá vlkem z Drnholce, jenž zatkl Siegfrieda z Mahrenberku.

## Život
Mocenský vzestup Oldřicha z Drnholce počal zřejmě ve spojitosti se zasnoubením s nemanželskou dcerou Přemysla Otakara II. Kariéru začal jako znojemský purkrabí. Roku 1270 či 1271 vystřídal Oldřicha z Heunburgu ve funkci korutanského hejtmana. V květnu 1272 obsadil jménem svého krále město Cividale. Padl při čtvrté válce s Uhry, vyprovokované úkladnou vraždou bratra české královny Kunhuty, během nájezdu mužů Jindřicha z Kyseku. Mladý uherský král Ladislav jeho skon ocenil v donační listině za smrt „Drnholce, zetě téhož krále“. Vdova Eliška byla provdána za Jindřicha z Kuenringu, kterému byl králem propůjčen i hrad Drnholec.